# 弗斯特梅薩 (亞利桑那州)
弗斯特梅薩（英語：First Mesa）是位於美國亞利桑那州納瓦霍縣的一個人口普查指定地區。根據2010年美國人口普查，該地人口為1555人，而該地的面積約為40.78平方千米。

## 地理
弗斯特梅薩的座標為35°50′06″N 110°22′42″W / 35.83500°N 110.37833°W，而該地最高點為海拔高度1771米（即5810英尺）。